# Пјеве ди Кања
Пјеве ди Кања је насеље у Италији у округу Пезаро и Урбино, региону Марке.
Према процени из 2011. у насељу је живело 342 становника. Насеље се налази на надморској висини од 367 м.